# Alonso López (motociclista)
Alonso López González (Madrid, 21 de dezembro de 2001) é um motociclista espanhol que atualmente compete na MotoGP (Moto2) pela equipe Speed Up Racing.

## Carreira
Tendo iniciado sua carreira aos 3 anos de idade, López profissionalizou-se em 2016, correndo na FIM CEV Moto3 Junior Championship. Um ano depois, terminou o campeonato em terceiro lugar, com 135 pontos - chegou a vencer 4 provas de forma consecutiva. Seu desempenho rendeu a ele a promoção à Moto3 em 2018, juntamente com seu compatriota Arón Canet. Em 18 corridas, terminou apenas 3 vezes entre os 10 primeiros colocados e ficou em 23º lugar na classificação, com 36 pontos, tendo como destaque a volta mais rápida no GP da Espanha.
López conquistou seu primeiro pódio na Moto3 na temporada seguinte, chegando em terceiro lugar na etapa da Tailândia. Encerrou o campeonato em 17º, com 71 pontos ganhos. Em 2020, fechou na 23ª posição, com um quinto lugar no GP de Doha como melhor colocação final, e ficou fora da etapa da Andaluzia, chegando a desmaiar após o treino livre.
Em 2021, correu 4 provas da Moto2 (3 com uma moto da Boscoscuro e outra com uma Kalex), obtendo 4 pontos e a trigésima posição na classificação. No ano seguinte, faria sua estreia como piloto fixo na divisão intermediária ao substituir Romano Fenati na Speed Up Racing a partir do GP da França, onde abandonou. Sua primeira vitória foi na etapa de San Marino e da Costa Rimini, a 63ª do piloto espanhol na categoria. López fechou a temporada em oitavo lugar, com 155.5 pontos e outros 4 pódios (foi segundo colocado na Grã-Bretanha e na Malásia e venceu também na Austrália) e uma pole-position.
Para 2023, López permaneceu com a Speed Up para sua segunda temporada completa na Moto2, e a terceira dele na divisão intermediária da MotoGP.